# لضريح الروماني
 الضريح الروماني هو معلم أثري تونسي مصنف من قبل المعهد الوطني للتراث يقع في ولاية الكاف في الوسط الغربي التونسي، تحديدا في مدينة المدينة تم تصنيف المعلم في 6 جانفي 1901.

## مقالات ذات صلة
- قائمة المعالم الأثرية المصنفة في تونس